# Otakar Lada
Otakar Lada (n. 22 mai 1883, Praga, Austro-Ungaria – d. 12 iulie 1956, Senohraby⁠(d), Boemia Centrală, Cehia) a fost un scrimer ceh, medaliat olimpic. A participat la o ediție a Jocurilor Olimpice (1908) în care a câștigat o medalie de bronz.

## Participări
Lista de mai jos prezintă principalele competiții la care a participat Otakar Lada de-a lungul carierei.
- fencing at the 1908 Summer Olympics – men's team sabre[*]